# Eddsworld
Eddsworld er en Britisk Flash animation lavet af Edd Gould, som døde den. 25 marts 2012. Eddsworld er skabt ved hjælp af animationsprogrammet Adobe Flash.
Edd er hovedpersonen i serien og er afhængig af cola og bacon. Han er kendetegnet ved sin grønne hættetrøje og hvide undertrøje med påskriften "Smeg Head". Edd har mørkebrunt hår og sorte øjne. 
Tom og Matt er andre af seriens nøglepersoner.
Tom kan kendes på sin blå hættetrøje og sorte øjne. Han elsker killinger. Han kan ikke så godt lide julen, da han hele tiden får noget dårligt i julegave. 
Matt optrådte første gang i afsnittet EDD Again. Matt er ofte iklædt lilla hættetrøje og har en firkantet hage.

## Afsnit

### Eddsworld
1. Eddsworld Zombeh Attack, The Dudette Next Door (2005)
2. Tord's Adventure, Eddsworld Zombeh Attack 2, Breakfast, Zombeh Nation, Christmas Visitor (2006)
3. Hello Hellhole, Zombeh Attack 3, Ruined, Halloween Special, Zanta Claus (2007)
4. Spares, Moving Targets, 25ft Under The Seat, Matt Sucks, Zanta Claus II (2008)
5. Movie Makers, Xmas Day (2009), WTFuture, Hammer and Fail part 1: Rival Builders, Zanta Claus 3 (2010)
6. Hammer and Fail part 2: Rooftop Rumble, Fan Service (2011)

### Eddsworld: Legacy
1. Space Face (Part 1), Date Night, Space Face (Part 2) (2012)
2. The Snogre, Tom's Tales of Crazy, Hide and Seek (2013)
3. Fun Dead, PowerEdd (2014)
4. Mirror Mirror (2015)
5. Saloonatics, The End (part 1), The End (part 2) (2016)